# Imagawa Sadayo
Imagawa Sadayo est un nom japonais traditionnel ; le nom de famille (ou le nom d'école), Imagawa, précède donc le prénom (ou le nom d'artiste).
Imagawa Sadayo (今川 貞世, 1326-1420), aussi connu sous le nom Imagawa Ryōshun (今川 了俊), est un poète japonais et commandant militaire qui sert de tandai de Kyūshū à l'époque du bakufu Ashikaga de 1371 à 1395. Son père, Imagawa Norikuni, est un partisan d'Ashikaga Takauji, premier shogun Ashikaga, remercié de ses services par sa nomination au poste de tandai de la province de Suruga (actuelle préfecture de Shizuoka). Cette promotion accroît considérablement le prestige des Imagawa (famille de guerriers remontant à l'époque de Muromachi, liés par le sang aux shoguns Ashikaga), qui demeure une importante famille au cours de l'époque d'Edo.

## Jeunesse de Sadayo
Pendant ses premières années, Sadayo apprend de son père (gouverneur des provinces de Tōkaidō, Tōtōmi et Suruga), le bouddhisme, le confucianisme, le chinois, le tir à l'arc et les arts militaires tels que la stratégie et l'équitation, ainsi que la poésie qui va devenir l'une de ses plus grandes passions. Dans la vingtaine, il étudie auprès de Tamemoto de l'école de poésie Kyogoku et de Reizei Tamehide de l'école Reizei. À un certain moment, il est nommé à la tête des conseils de serviteurs et de coadjudicateurs. Il prend ses vœux religieux lorsque le bakufu Ashikaga fait appel à lui pour se rendre à Kyūshū et occuper le poste de connétable de la région en 1370 après l'échec du tandai précédent à réprimer les soulèvements rebelles dans la région. Ceux-ci sont en grande partie composés de partisans de la cour du Sud qui soutiennent le prince Kanenaga, l'un des fils rebelles de l'empereur Go-Daigo. En 1374-1375, Sadayo a écrasé la rébellion et sécurisé la partie nord de Kyūshū pour le bakufu, assurant ainsi l'échec à terme de la rébellion et le succès ultérieur du shogunat.

### Tandai de Kyūshū (1371-1395)
L'habileté de Sadayo comme stratège est évidente et il se déplace rapidement jusqu'au nord de Kyūshū avec beaucoup de succès, assurant son contrôle sur la région en octobre 1372. C'est un exploit impressionnant compte tenu de ce que le prince Kanenaga a fortifié sa position dans cette région depuis plus d'une décennie. Kanenaga n'est cependant pas entièrement vaincu et reste sur la défensive, ce qui conduit à une impasse qui dure jusqu'en 1374, lorsque meurt Kikuchi Takemitsu, général de Kanenaga, laissant les armées sans meneur fort. Sadayo saisit l'occasion et planifie une attaque finale.
Sadayo rencontre trois des familles les plus puissantes sur Kyūshū pour obtenir leur appui dans l'attaque, ces familles étant les Shimazu, les Ōtomo et les Shōni. Les choses semblent bien aller jusqu'à ce que Sadayo soupçonne de trahison le chef de la famille Shōni et le tue lors d'une beuverie. Cet assassinat scandalise les Shimazu, ceux-là mêmes qui ont convaincu les Shōni d'unir leur sort à Sadayo et ils retournent dans leur province de Satsuma pour lever une force contre Sadayo. Cela donne au prince Kanenaga le temps de se regrouper et il force Sadayo vers le nord, ce qui contraint celui-ci à demander l'aide du bakufu.
Mais cette aide n'arrive jamais, forçant Sadayo à prendre les choses en main et il continue à repousser les forces des loyalistes jusqu'à ce que leur résistance prennent fin avec la mort du prince Kanenaga en 1383. La mort d'Ujihasa, chef du clan Shimazu en 1385, contribue également à apaiser les tensions entre Sadayo et les Shimazu pour un temps.
En 1395, les familles Ōuchi et Ōtomo conspirent contre Sadayo, informant le bakufu qu'il complote contre le shogun, dans le cadre d'une manœuvre qui est probablement une tentative de rétablir le poste de tandai à la famille Shibukawa qui l'occupait avant Sadayo. Sadayo est relevé de son poste et retourne à la capitale. Il a par ailleurs agi de façon relativement indépendante dans ses négociations avec les Shimazu, les Ōtomo et les Shōni et également dans les négociations avec la Corée ; ce rappel est motivé par les trois causes utilisées contre lui par ses ennemis à la cour du shogun.

## Dernières années (1395-1420)
En 1400, Sadayo est de nouveau interrogé par le bakufu, cette fois-ci en relation à l'absence de réponse de la province de Tōtōmi dirigée par les Imagawa à une taxe émise par le shogunat, négligence interprétable comme une trahison et une rébellion. Cette accusation fait perdre à Sadayo son poste de tandai des provinces de Suruga et Tōtōmi et lui donne des raisons de croire qu'il pourrait être assassiné. C'est avec cette crainte à l'esprit qu'il fuit la capitale pour un temps, mais il est ensuite gracié et retourne à la capitale passer le reste de ses jours en se consacrant à des dévotions religieuses et à la poésie jusqu'à sa mort en 1420.

## Poésie de Sadayo
Sadayo commence à composer de la poésie à un âge précoce : à 20 ans, un de ses poèmes est inclus dans une anthologie impériale (le Fūga wakashū ou Recueil d'élégance. Earl Miner donne l'entrée à XV : 1473). Son professeur est Reizei no Tamehide (mort en 1372). Ses poèmes sont présentés avec plus d'effet dans son assez populaire et influent carnet de voyage, Michiyukiburi (Voyager). C'est ce carnet de voyage qui, en grande partie, vaut à Sadayo une place en tant que critique respecté de poésie : il estime que la poésie doit être une expression directe de l'expérience personnelle, position qui se reflète dans ses propres poèmes.
Même si Sadayo est mieux connu pour sa critique des styles de poésie les plus conservateurs, l'école Nijo en particulier, et son tutorat de Shōtetsu (1381-1459) qui va devenir l'un des meilleurs poètes waka du XVe siècle, qu'il ne l'est pour sa propre production, il fournit néanmoins un aperçu de l'esprit de cet érudit médiéval et de ses voyages.
Sadayo est actif dans les conflits poétiques de ce temps, marquant une victoire signalée sur les adhérents de l'école Nijo proche du shogunat Ashikaga à l'époque avec six traités polémiques sur la poésie qu'il écrit entre 1403 et 1412, en défense de la doctrine poétique de Reizei no Tamehide et de sa cause (malgré la dette poétique de la poésie renga de Ryōshun vis-à-vis des exemples et règles de composition de Nijō Yoshimoto [1320-1388]). Ryōshun utilise un certain nombre de citations pour renforcer sa cause, incluant notamment une citation de Fujiwara no Teika selon laquelle les « dix styles » (Teika a défini dix styles poétiques orthodoxes, tels que le yoen, style traitant de la « beauté éthérée », le yugen, style de « répression du démon », ou celui que défend l'école Nijō à l'exclusion des neuf autres, le ushin) sont licites pour une utilisation poétique et expérimentale, et non pas simplement le ushin du nijō.
Avec l'aide que lui accorde Ryōshun, la politique politicienne de Fujiwara no Tanemasa réussit finalement à convertir le shogun, mettant fin à l'affaire, jusqu'à ce que le clan poétique rival Asukai ravive plus tard le conflit.

### Choix de poèmes
| Japonais                                                                     | Français |
| Chiru hana o Semete tamoto ni Fukitomeyo So o dani kaze no Nasake to omowan. | Le moins qu'il puisse faire Est de souffler les fleurs dispersées Dans mes manches - Alors, je pourrais au moins croire Que le vent a un peu de compassion. |
|                                                                              | |

| Japonais                                                                    | Français |
| Nami no ue ni Shio yaku ka to Mietsuru wa Ama no obune ni Taku hi narikeri. | Ce qui ressemblait à des feux Provenant de brûleurs d'algues Sur les vagues S'est avéré être des torches en feu Sur les bateaux de pêcheurs. |
|                                                                             | |

| Japonais                                                               | Français |
| Uchikawasu Tomone nariseba Kusamakura Tabi no umibe mo Nani ka ukaran. | Oh, partager la nuit En discutant avec ces pêcheurs poètes Car alors les malheurs En appuyant sur l'oreiller d'herbe de voyage Ne baigneraient plus ma sente du bord de mer. |
|                                                                        | |